# Акестор
Акестор (др.-греч. Ἀκέστωρ) — имя нескольких персонажей древнегреческой мифологии:
- сын Эфиппа, беотиец, убитый Ахиллом во время Троянской войны[1];
- сын Эпидика, отец Агенора;
- эпитет Аполлона[2][3];
- скульптор[4][5].